# Constitution de la république socialiste du Vietnam
Lire en ligne

Consulter

La Constitution de la république socialiste du Vietnam (vietnamien : Hiến pháp Cộng hòa Xã hội Chủ nghĩa Việt Nam) est l'actuelle constitution du Vietnam, adoptée le 28 novembre 2013 par la XIIIe Assemblée nationale du Viêt Nam, et prenant effet le 1 janvier 2014. Elle comprend 11 chapitres pour 120 articles, et remplace la précédente constitution du 15 avril 1992. C'est la cinquième constitution du pays, après celle de 1946, 1959, 1980 et enfin celle de 1992, et la troisième depuis la réunification du pays en 1976.

## Histoire
Le Vietnaù a connu quatre constitutions différentes. Les trois premières n'ont jamais été tout à fait appliquées du fait de la guerre ou d'une ambition démesurée. Elles ont donc eu une influence assez faible sur la vie des vietnamiens. Le nombre relativement élevé de Constitutions en un demi-siècle s'explique par l'histoire mouvementée du Viêt Nam. De plus, selon la théorie marxiste-léniniste, le droit est la suprastructure et doit s'adapter à l'infrastructure, c’est-à-dire l'économie.
La constitution de la république démocratique du Viêt Nam de 1946 a été adoptée le 9 novembre 1946, dans le contexte du début de la guerre d'Indochine. Sa promulgation était un acte politique destiné à montrer l'indépendance du Viêt Nam au monde. Elle est marquée par l'influence des constitutions françaises et américaines. La Constitution de la république démocratique du Viêt Nam de 1959 été adoptée le 1er janvier 1960, dans le contexte de la guerre du Viêt Nam. Elle n'a jamais été vraiment appliquée à cause des guerres. Elle est marquée par l'influence soviétique. Le Viêt Nam du Sud avait également une Constitution très marquée par la Constitution des États-Unis.
La Constitution de la république socialiste du Viêt Nam de 1980 a été adoptée le 19 décembre 1980, afin de prendre en compte la réunification de 1975. Elle est aussi marquée par la consolidation de l'après-troisième guerre d'Indochine de 1979 contre le Cambodge et la Chine. Elle est influencée par les droits de l'URSS et de la Chine. Elle voit le Viêt Nam changer de nom pour intégrer le terme socialiste. Cette constitution était extrêmement ambitieuse et donnait des obligations à l'État vietnamien qu'il ne pouvait pas remplir comme le plein emploi ou la prospérité pour tous.
La Constitution de la république socialiste du Viêt Nam de 1992 a été adoptée le 15 avril 1992. Elle est la conséquence de la politique de libéralisation économique amorcée en 1986. Elle a été révisée de manière importante en 2001.

## Contenu

### Préambule
Le préambule de la Constitution rappelle l'histoire récente du Viêt Nam et cherche à l'unifier avec l'histoire du Parti communiste vietnamien. En effet, il s'agit de justifier les pouvoirs du parti par son rôle dans la construction et l'émancipation de la nation vietnamienne. Pour la première fois, la Constitution fait référence à la pensée de Ho Chi Minh et plus seulement à la doctrine marxiste-léniniste. Cela manifeste la volonté du Viêt Nam d'affirmer son originalité par rapport aux autres pays socialistes.

### Chapitre I
Le premier chapitre concerne le régime politique. La Constitution affirme le caractère démocratique du régime et l'état de droit (art. 2). L'article 7 affirme le principe des élections au suffrage universel, égal, direct et secret. Les classes composant le peuple sont la classe ouvrière, mais également la paysannerie sous l'influence du maoïsme. La Constitution inclut pour la 1re fois l'intelligentsia, ce qui manifeste un assouplissement du régime dans le sens du confucianisme. La Constitution ne reconnaît pas la séparation des pouvoirs conformément à la doctrine socialiste qui prône un État uni et centralisé.
L'article 4 affirme le rôle de leader du Parti communiste vietnamien (PCV), avant-garde de la classe ouvrière vietnamienne, guidé par le marxisme-léninisme et impose l'exclusivité du pouvoir politique du PCV dans la société vietnamienne. L'opposition politique est interdite et tout effort de proposer le multipartisme est réprimé par le parti communiste et la sécurité vietnamienne (« Công an »), bras droit du PCV. Le parti coordonne ainsi les organes étatiques et détermine les grandes orientations politiques. La politique du Parti doit être suivie même quand elle n'a pas été transcrite dans la loi.
La Constitution fait également référence au Front de la Patrie du Viêt Nam et aux syndicats. Ces organismes ne sont pas décrits en détail dans la Constitution.

### Chapitres II, III et V
Le deuxième chapitre concerne le système économique. Selon la théorie marxiste léniniste, l'économie doit être contrôlée par la politique et le droit. Le régime économique doit donc être mentionné dans la Constitution. L'État vietnamien décrit son système économique comme un système socialiste orienté vers le marché. La constitution considère donc que la propriété du peuple entier et la propriété collective constituent le fondement du régime économique tout en reconnaissant la propriété privée. Selon l'article 17, la propriété de la terre est exclusivement étatique. Les particuliers ne disposent que du droit d'utiliser la terre. Cependant, ce droit est devenu très proche du droit de propriété puisqu'il peut être vendu.
Le chapitre III concerne la culture, éducation, science et technologie. Ces matières sont apparues pour la 1re fois dans la Constitution de 1980. Ces dispositions sont très générales et ont un rôle plus symbolique qu'une réelle valeur juridique.
Le chapitre V concerne les droits et les obligations fondamentaux des citoyens. La Constitution vietnamienne décrète un très large éventail de droits civiques considérés comme indissociables des obligations civiques (art. 51). La Constitution de 1946 protégeait déjà certains droits. Leur nombre a considérablement augmenté dans les constitutions suivantes notamment dans la constitution de 1980 qui promettait le droit à la santé et à la nourriture sans que l'État ne soit en mesure de les offrir. On retrouve la plupart des droits garantis dans les démocraties occidentales : égalité devant la loi, droit de propriété, droit de vote, égalité sexuelle, liberté de la presse, liberté de réunion, de religion… Les arrestations arbitraires et la torture sont interdites. Influencé par le confucianisme, la famille est décrite comme la cellule de la société (art. 64). Les parents ont le devoir de prendre soin de leurs enfants, puis ceux-ci de leurs parents. Les obligations des citoyens comprennent l'obligation de défendre la patrie, de payer ses impôts, de respect de la loi.

### Institutions
La Constitution décrit les principaux organes étatiques. Le droit vietnamien ne reconnaît pas le principe de séparation des pouvoirs. La souveraineté appartient exclusivement à l'Assemblée nationale. Cependant on ne peut comprendre le système politique vietnamien sans prendre en compte le rôle du Parti communiste vietnamien qui n'est pas décrit en détail dans la constitution.
- Chapitre VI - L'Assemblée nationale
- Chapitre VII - Le président de l’État
- Chapitre VIII - Le Gouvernement
- Chapitre IX - Les Conseils populaires et les Comités populaires